# Рока Синибалда
Ро̀ка Синиба̀лда (на италиански: Rocca Sinibalda) е село и община в Централна Италия, провинция Риети, регион Лацио. Разположено е на 552 m надморска височина. Населението на общината е 844 души (към 2010 г.).